# لعبة الأمم (كتاب)
لعبة الأمم (بالإنجليزية: The Game of Nations) كتاب لمايلز كوبلاند (1916 - 1991 وهو العميل الأميركي في وكالة المخابرات المركزية الأميركية) صدر عام 1969 في 220 صفحة (للنسخة العربية) ونفدت طبعته اللندنية الأولى في ثلاثة أيام فقط، لم يهتز العالم في تاريخه - ولا يزال- لكتاب كما فعل عند ظهور «لعبة الأمم». ويصور فيه الكاتب الأمم كقطع شطرنج تحركها وزارة الخارجية الأميركية، وبحسب سيناريوهات تتفق و«لعبة الأمم» عنوان كتابه. كان لكتاب كوبلاند بالنسبة للعرب وقع الزلزال، بعد أن اتهم فيه بعض زعمائهم بالخيانة، وآخرين منهم بالعمالة، وكشف فيه عن أسرار ديبلوماسية ما وراء الكواليس في المنطقة العربية، واختراق المخابرات المركزية الأمريكية (CIA) لأنظمة الحكم فيها، وأظهر سلوك حكام ورجالات سياسة عرب في صور مغايرة لما كان شائعا ومعروفاً عنهم قبل خروج الكتاب للنور.
لعبة الأمم كتاب مصنف (خطير جداً) لأنه يتضمن أسرارا تتعلق بأزمات سياسية بقيت في طي النسيان، وزعامات زلزل الكتاب الأرض تحتها، ودفع البعض لإعادة تقييم مواقفها من الأحداث، التي شهدتها فترات حكمها.

## محتوى الكتاب
لعبة الأمم (من محاضرة لزكريا محيي الدين)
الأحداث حسب تعاقبها الخاص
ملحوظة
مقدمة المؤلف
مقدمة المترجم
مركز لعبة السلاح التابع لواشنطن
تجارب العمل السياسي في سوريا
تجربتنا في مصر أو البحث عن قائد
ناصر حليفنا المستقل
الناصرية والإرهاب
الأزمة اللبنانية
ماذا كلفت مصر السياسة الناصرية الخارجية
المخابرات المركزية هي المحرضة على احتكار السلاح
حزيران 1967 الحرب العربية الإسرائيلية وآثارها

## ملخص الكتاب
أساس لعبة الأمم هو أن الكل خسران من البداية فلا أحد من الحكام دائم في الحكم ولكن أساس اللعبة في كم من السنوات ستظل جالس على كرسي السلطة ولو تخارجت من السلطة كيف ستخرج.
النقطة الآخرى، إن علاقة الحاكم مع القوى العظمى تلزمه باتخاذ قرارات لا تمثل صالح شعبه، وعليه إقناع شعبه بأنها لصالح الوطن والشعب. عليه إن يلهب مشاعر الجماهير بالوعود وهو يبطن عكس ذلك تماما. فإذا خرج على الخط فهو على يقين إن القوى الكبرى ستتخلص منه باى وسيلة سلمية أو غير سلمية وكم من امثله على ذلك. إن هناك بديل دائم له ليحل محله مدعوم من القوى العظمى فورا.
بدأت اللعبة سنة 1947 بخطاب من وزارة الخارجية البريطانية إلى الأمريكية بأنها ستنسحب من اليونان وتركيا لإنهيار إمبراطوريتها ماليا وعدم القدرة على الاحتفاظ بمستعمراتها. فتوجب تدخل أمريكا لتحل محلها فيما أطلق عليه سياسة (ملء الفراغ) التي أعلنها رئيس أمريكا رسميا ايزنهاور، ولعدم الخبرة تقرر تجربة عدم التدخل في تركيا واليونان والهدف الأساسي هو التسابق للتواجد قبل المد الشيوعي في الصراع على القوة. لذا تقرر بعد دراسة ان تبدأ اللعبة في سوريا بالبحث عن زعيم يأخذ تعليماته من الخارج لتسيير مصالحهم دون أن يظهروا على العلن وفي نفس الوقت يشعر الجماهير بأن قراراته لصالحهم.
نجح انقلاب اللواء حسني الزعيم ولكن لضيق أفقه لم يثبت سلطته  وهنا يتحدث المؤلف عن كيف يثبت الانقلاب أركان حكمه. فتوالت الانقلابات في سوريا وفشل الأمريكان في أول تجربة.
تم تكوين خلية عمل في المخابرات الأمريكية 1947 من مجموعة من رجال المخابرات والخارجية ورجال الأعمال وأساتذة الجامعة ومراكز البحث بالإضافة إلى إنشاء معهد لتعليم اللغة العربية لشباب المخابرات، أنتج في ظرف سنة مئات المتكلمين بالعربية. في هذا المركز كل مجموعة تخصصت في دراسة دولة عربية من جميع النواحي وتقمص شخصية من يحكمها وعادات شعوبها وردود أفعالها لمعرفة التصرفات المتوقعة لأي حدث أو قرار أمريكي ورد الفعل وإيجاد عدة حلول أو سياسات أمريكية لرد الفعل ذلك، وكذلك النصائح التي تعطى لهذا القائد ليغطي بها موقفه أمام شعبه، وإن قام بالاختلاف أمام العامة وفي العلن مع السياسة الأمريكية. كذلك للتأثير على الدول الشقيقة وإحياء القومية العربية لذلك.
أخيرا بهذه الخبرات والتجهيز انتقلت المجموعة إلى القاهرة في نهاية 1949 ويبدأ المؤلف في كتابة تفاصيل التفاصيل وما تم في مصر ودورهم في إنجاح الثورة المصرية كيرميت روزفلت ومايكل كوبلنز والسفير الأمريكي وآخرين، وعوامل ليس لإنجاح الثورة المصرية بل، نجاحها في الاستمرار.
. في النهاية يكتب علاقة عبد الناصر بأمريكا وكيف بدأ سيناريو إسقاطه

## مقتطفات من الكتاب
لعبة الأمم: لعبة غريبة تختلف عن غيرها من الألعاب المعروفة - كالبوكر، والحرب، والتجارة – في مجالات عديدة. أولاً: أن لكل لاعب أهدافه الخاصة والتي لا تتفق وأهداف الآخرين.. وتشكل ربحا لا يجنيه الا هو نفسه. ثانيا: أن هذا اللاعب مجبر بطبيعة محيطه على التحرك في اللعبة التي لا شأن لها، احيانا، مع الربح وكثيرا ما تبدل الكسب المنتظر وتحوله إلى خسائر فادحة. ثالثا: ليس في لعبة الأمم من رابح واحد بل الخسارة هي المسيطرة. ومهما مني اللاعب نفسه بأرباح طائلة فان خسارته قد تتغلب في النهاية. ان هدف اللاعبين العام في «لعبة الامم» هو المحافظة على استمرار اللعبة، وتوقفها يعني الحرب المحتم.
من محاضرة لزكريا محيي الدين (نائب رئيس الجمهورية العربية المتحدة سابقا) إلى طلبة الكلية الحربية المصرية في مايو 1962.
مقدمة المؤلف: ما هي الاسباب التي حملت كلا من البريطانيين والمصريين حتى ينقضوا الاتفاقيات المتبادلة فيما بينهم مما ادى إلى نقاش عام 1954؟ ماذا نتج عن سقوط مصدق في إيران؟ ما الذي جعل الناصريين يترأسوا الحرب الأهلية في لبنان سنة 1958 وعلى مرأى من البحريين الأميركيين؟ لماذا تباطأ ناصر في الحرب مع إسرائيل في الوقت الذي كان الخطر يمنيه بالنصر مع العلم انه استشار قواده في مايو سنة 1967 وكان مهيئاً لها؟ ان المؤرخين يصرفون النظر عن هذه الأسرار وغيرها الا في الحالات النادرة، لانهم يرفضون العبارة القائلة: «القصة تولد القصة» أو «الحدث يولد الحدث» ويتريث الدبلوماسيون الذين كتبوا سيرة الأحداث أحيانا لاعتبارات سرية وأحيانا أخرى لأن الإفصاح عن أحداث بكاملها يعتبر مضرا بالشعوب، وعندما كنت اعد هذا الكتاب اطلعت بعض الدبلوماسيين على مسودته فانحى علي باللائمة لاني (كشفت عن أشياء كان الأجدر أن تنسى) وحفاظا على سمعة وطني وسمعة الجهاز الذي أعمل فيه.. ولكني عارضته كليا ورفضت الأخذ بآرائه.
أولا: لاني اشك في ان المواطنين الاذكياء قد يأخذون بوجهة نظر قادة دولتنا وخاصة ما علموه، مثلا، من كتاب روبرت كندي حول الأزمة الكوبية في عام 1962. كان كندي يودنا أن نصدق أن قرارات حكومتنا في هذه الحالة صبغت بواسطة رجالنا الأذكياء، وأن هؤلاء يعملون ويصارعون من أجل المستقبل والحفاظ على الجنس البشري، يجلسون ساعات طوال في قاعة فسيحة في البيت الأبيض يفلسفون ميراثنا ومثلنا العليا، فان هم استطاعوا التأثير على مجموعة وجعلها تسير في ركابهم، لفعلوا، الا أن هناك مجموعات عديدة تفلت من ايديهم. وهنا يحدث تضارب في الآراء ينجم عنه الشقاق في المجتمع سيؤدي إلى تفكك في الأهداف والمبادئ التي يعمل من أجلها كل مواطن.  واحيانا تكون النظريتان على طرفي نقيض.. انما يستطيع الرئيس إحداث تغيير، احيانا، في الجهة الأليفة من القضية. وهذا يبدل نظرة اساسية في المسائل كلها وخاصة من حيث جذرية الموضوع وعمق أهدافه. ولكن ماذا يحدث عندما تكون المسألة مسألة حياة وطنية؟ وهنا يدخل دور الدبلوماسية.. فعندما يفخر مواطنونا في الجبهة القوية من قوة الأخلاق التي تقدمها امتنا، عندئذ فقط يمكنهم الخلود إلى النوم والراحة واثقين من أن خلف هذه الجبهة اناس يعملون فعليا وقادرين على دحر السوفيات والرد على الخيانة بخيانة مثلها. اننا نعمل مؤمنين بالشرف وهدفنا الأعلى ما قاله بنجامين فرانكلين: «انها احسن سياسة». والسياسة، منطقيا، هي تقديم للأحداث وليست انتهاكا لحرمة القانون.
لم يكن للسفارات الأميركية والبريطانية أي مجال للتعاون مع الأحزاب الشيوعية العربية بعد أن انتهى شهر العسل الطويل بين السوفيات وبين الاستعمار البريطاني والامبريالية الأميركية لذلك لجأت السفارات البريطانية والأمريكية في عالم العرب إلى تشكيل طوابير يسارية عربية جديدة - المفروض فيها أن لا تكون من أولاد موسكو في الأحزاب الشيوعية العربية - بل تكون من نوع يساري لا يخضع لسلطة السوفيات في أجهزة الكومنفورم والمخابرات السوفياتية. واشترك اليهود المواطنون في البلاد العربية مع السوفيات أول الأمر ومع السفارات البريطانية والأمريكية في اختيار العناصر اليسارية العربية التي فيها مادة تقدمية تصلح لمحاربة الرجعية العربية. ألم يكن منطق السوفيات واليهود في عام النكبة الفلسطينية بأن المعارضين للتقدمية الإسرائيلية هم مع العناصر الرجعية العربية البغيضة؟ هذه العناصر الرجعية العربية كان المفروض أنها محسوبة على الاستعمار البريطاني والامبريالية الاميركية. والخلاف فقط بين السوفيات وبين البريطانيين والأمريكان كان على اختيار الخيول العربيه التقدمية الصالحة للإطاحة بالعناصر الرجعية العربية. وحرص ستالين على المراهنة على الخيول الشيوعية العربية – وهي خيول هزيلة لا تجيد حتى معرفة اللغة العربية المعقولة - لأنها كانت من الأقليات ومن انصاف الاميين.
بينما نشطت السفارات البريطانية والأمريكية لاختيار خيول عربية أخرى من نموذج الذين أسسوا حزب البعث في دمشق.. أو الذين أسسوا الخلايا اليسارية غير الشيوعية في مصر والعراق والسودان. وكتاب «لعبة الأمم» محصور في النشاط الأمريكي ومراهنته على هذه الخيول التقدمية العربية.. أما النشاط البريطاني فلا زال في الكتمان - وبانتظار أن تطرد وزارة الخارجية البريطانية موظفا أو أكثر من خدمتها - ليلتحق باحدى مكاتب العلاقات العامة ويحصل على عقد من أية حكومة عربية لخدمتها في صفة العلاقات العامة.
ومع أن في استطاعة المخابرات البريطانية أن تختار آنئذ أجود الخيول العربية العسكرية لاحداث انقلابات انكشارية لان معظم الجيوش العربية كانت آنئذ من تربية البريطانيين.. الا ان العقلانية البريطانية اختارت ان لا تراهن على الانكشاريات العسكرية العربية في عملية التغيير لأحوال وقيادات واقدار الأمة العربية.
فالرهان على الانقلابات «الثورية» كان من اختصاص الأميركيين والسوفيات – السوفيات يراهنون على الثورة بأسلوب لينين والاستعانة بالأحزاب الشيوعية المحلية. . والتسرب إلى نقابات العمال والطلبة والصحف. أما الأمريكان فقد كانوا أقل صبرا وتؤدة من السوفيات. فقد اختار الأمريكان الطريق «الثوري» واستعمال الانكشارية العسكرية.. (وقد حذا السوفيات حذو الأميركان بعد موت ستالين.. إنما الفضل في الانقلابات العسكرية الثورية هو للعم سام. سواء كان ذلك للقوالب الثورية اليمينية التي افتعلها الأميركان في اميركا اللاتينية. أو القوالب اليسارية التي افتعلوها وساهموا بها أو شجعوها بالمال وغيره في بعض العواصم العربية. فصناعة السياسة والمواقف الأمريكية هي من نتاج «القيادة الجماعية تماما مثل صناعة السياسة السوفياتية». فوزارة الخارجية لا تصنع السياسة الأميركية ولا يمكن أن تصفها بمفردها.. فهناك مركز القوى في البيت الأبيض. وهناك مركز القوى في مكتب المخابرات الأمريكية. وهناك مركز القوى في البنتاجون والقيادة العسكرية. وهناك مركز القوى في الكونجرس الأمريكي. وهناك مركز القوى في قوة الصحافة الأمريكية أو ما يعرف باسم الرأي العام الأمريكي. ومن كل مراكز القوى هذه تتألف القيادة الجماعية وهي ما يعرف بأسم المجلس القومي للأمن الأمريكي. ومنه وحده يصدر البت والقرار في صلب المشاكل والمواقف والعمليات الأمريكية - لا من وزارة الخارجية أو سفاراتها، فهي مكاتب تنفيذية محدودة جدا الا في الأعمال الثانوية. ويظهر أيضا في «لعبة الأمم» أن مراكز القوى الأمريكية الأخرى في القيادة الجماعية لمجلس الأمن القومي في واشنطن وجدت بأن ارتباط ثورة ناصر بالسوفيات هو حقيقة ظهرت جلية بعد حرب العدوان الثلاثي على قنال السويس ورغم مساهمتنا في إنقاذ النظام الناصري.
تجربتنا في مصر أو البحث عن قائد
في شهر فبراير 1952، تألفت لجنة اختصاصيين برئاسة موظف كبير في المخابرات الأمريكية، «كيرميت روزفلت»، ووضعت أول مشروع جدي من مشاريع «لعبة الأمم». وأول ما يقوم المشروع في البدء على أساس الإعداد لثورة بيضاء يشرف فيها الملك فاروق شخصيا على تصفية النظام البرلماني القديم القائم في مصر وإحلال نظام آخر جديد، كل هذا حتى يستبعد بذلك القوى الثورية. ولا ننسى أن المخابرات الأمريكية علمت بوجودها قبل سنتين وقد أصبحت الآن على حافة الغليان .. واتفق انه في حال فشل هذه المحاولة، فلا بد من البحث عن إمكانيات ووسائل أخرى .. وهنا برزت مسألة ثانية هي البحث عن الشخص الواجهة، وشريطة ان يكون هذا الشخص قويا وجميلا، أو البحث عن صيغة أخرى هي مزيج من إمكانيات عديدة.
التحق روزفلت بالمخابرات الأمريكية بدافع من هواية المغامرات. أما آخر العمليات التي قام بها فهي المعروفة بعملية «اجاكس» وقد تمت في أغسطس 1953 وكان قد نفذها بمفرده تقريبا وبعد أن تمكن من التخلص من حكم مصدق في إيران.  
سبقت الثورة البيضاء في مصر سنة 1951 – 1952، التي أسندت مهمتها إلى روزفلت، سبقت عملية اجاكس. كما أن الملك فاروق كان معجبا بروزفلت منذ أيام الحرب العالمية الثانية وعندما كان البريطانيون يضغطون عليه بالسلاح، وهدفهم في ذلك هو التخلص من العناصر المؤيدة للمحور واستبدالها بوجوه تختارها بريطانيا نفسها. وأول شيء فكر فيه روزفلت هو أن يجري الانقلاب على الحكم البرلماني وليس على الملك، وجاء رأيه هذا يخالف رأي السفير الأميركي في القاهرة في ذلك الوقت جيفرسون كافري والذي ارتأى ان يتم التخلص من النظام كله، برلمانيا كان أم ملكيا. وبعد عدة محاولات قام بها روزفلت بالتعاون مع فاروق .. ونذكر منها قيام رجلي الحكم القويين: مرتضى المراغي وزكي عبد المتعال بخلق ازمة وزارية، مع الإيعاز إلى البوليس السري بجمع الادلة، في نفس الوقت، لإثبات أن المراغي وعبد المتعال هما من عملاء المخابرات المركزية الأميركية وكل هذا لاستعماله ضدهما إذا ما حاولا نفيه عنهما .. وبعد ذلك تكليف نجيب الهلالي بتولي رئاسة الوزارة والقيام بعملية تنظيف واسعة المدى في الحكومة ثم نفي وطرد كبار الموظفين والمرتشين من الحكومة .. لكن هذه المحاولات لم تسفر عن نتيجة مما أضطر روزفلت إلى أن يرفع يديه للسفير في مايو سنة 1952، مستسلما ويرضخ إلى أن الجيش هو وحده القادر على مواجهة الموقف المتدهور في مصر وأن مثل هذا الحكم قادر على إقامة علاقات مع الغرب وتوفير جو من المودة والتفاهم. وهكذا لم يكن هناك أي بحث حول ثورة شعبية أو ديمقراطية، بل كان مفهوما، منذ البداية، أن إدارة البلاد سيتولى الإشراف عليها الجيش ولا يتم له ذلك الا بعد أن يضمن مساندة الواعين من سكان المدن. أما بقية الأنحاء فستساند الانقلاب وتدعمه بعد أن يتم.
ناصر .. حليفنا المستقل
(قررنا أن يكون اللاعب الجديد الذي سنأتي به .. أهدافه وسياسته الخاصة به)
كان التقرير الذي تحدثنا عنه في الفصل السابق والذي رفعه العميل كيرميت روزفلت إلى مجلس الكونجرس الأميركي عن النشاط الذي قام به في مصر، قد كتب بطريقة لبقة لا تثير الذعر أو تدعو إلى الحيرة والقلق بين أعضاء لجنة الأبحاث التابعة للمجلس الآنف الذكر. كما أن هذا التقرير لم يشمل الشروح الواضحة للجهود التي بذلناها حتى تمكننا من إيجاد زعيم متعطش للسلطة، من طراز بونابرت، وقادر على جمع شعبه حول قضية تتجسد فيها الآمال والمخاوف. واتسمت تقارير روزفلت الشفهية بشيء من الصراحة، أذ أنه لم كن ينتظر من السياسيين السريين الأميركيين أن يحرضوه أو يلهبوا حماسه .. ويمكن ان نستخلص شيئًا واحدا من اجتماعاته المتكررة في مصر .. وهو أن أحدهم هناك، في مصر، ومن ذوي الاتصال الوثيق بالضباط الذين إجتمع اليهم روزفلت، قد وضع في حوزته التخطيطات التي تمكنه من الاستيلاء على السلطة في مصر. وفي حوزة ذلك الشخص، أيضا، ما يكفل له الاستمرار في سدة الحكم مدة طويلة الأمد. وأشار روزفلت مؤكدا صحة معلوماته وانه قد أبلغ جميع ما لديه من ملاحظات إلى ذلك الشخص المشار اليه وشدد على إيجاد صيغة تفاهم متبادل حين تدعو الحاجة إلى ذلك .. ومن المؤكد أن هذا الشخص سيفهم مانريد بالضبط .. كما أنه سيفهم اننا على استعداد لأن ندفع المبالغ الطائلة في سبيل تحقيق ما نريد .. وقال روزفلت في نهاية تقريره الشفهي، ان المعلومات التي حصل عليها من الضباط الذين اجتمع إليهم تؤكد له ان عروضه باتت مقبولة ولا تقبل النقض ابدا.

## نقد وتعليقات
كتب عدنان كامل صلاح في صحيفة المدينة السعودية بتاريخ 7 سبتمبر 2021: «أهمية هذا الكتاب أن كاتبه عميل هام في الوكالة الإستخباريه الأميركية، ويعتبر من المؤسسين الأوائل لهذا الجهاز، بالإضافة إلى أن الحكومة الأميركية سمحت له بالكشف عن جزء لا يستهان به من نشاطها في هذا الكتاب الذي تدور محتوياته حول الشرق الأوسط والتجربة الأميركية في تغييرات أنظمته أكانت بالانقلاب على رئيس الوزراء الإيراني، مصدق، وإعادة الشاه إلى الحكم، أو الإنقلابات العسكرية المتعددة في سوريا. وكذلك الدور الأميركي في مصر خلال تلك المرحلة التي غطاها الكتاب من 1947 إلى 1967»، ويتابع الكاتب قائلاً: «ولم يتمكن الكتاب من تغطية أحداث المنطقة خارج إطار عمل الكاتب، إلا أن هناك جانباً آخر من» لعبة الأمم«كان يتولاها البريطانيون في مستعمراتهم ومحمياتهم التي أخذوا ينسحبون منها بضغوط أميركية»، ويخلص الكاتب إلى نتيجة حتمية: «المعلومة متوفرة عبر وسائل الاتصال الحديثة التي جعلت بالإمكان جمع المعلومات وتخزينها، إلا أن المطلوب عقول تحلل وتمحص الكم الكبير المتوفر من المعلومات، ولا يمكن تحقيق ذلك سوى بإطلاق العقول المتوفرة في الجامعات وشبكة الحكماء المتوفرة من المتقاعدين الذين خرجتهم التجارب والحياة من المؤسسات الأكاديمية والعلمية والتجارة والأعمال والصناعة وغيرها. وهذه تحتاج إلى تنظيم ضمن مراكز دراسات وبحوث وتمويل لأعمالها بشكل غير ربحي».
كتب عبد الرحمن الوريكات على موقع الجزيرة نت في 11 مايو 2017: «لقد فسر مايلز كوبلاند في كتابه الشهير» لعبة الأمم«الذي نشره في لندن سنة 1969، أحداثاً وقعت في الشرق الأوسط في الفترة الناصرية كانت غير مفهومة وقتها، لا وبل حتى المؤرخين عجزوا عن تفسيرها، لإنهم وبحسب كوبلاند، لا يعرفون القصة التي وراء القصة»، ويتابع الوريكات قائلاً: «البعض اعتبر هذا الكتاب تجسيدا لنظرية المؤامرة، والحقيقة أنه كتاب تأريخي لفترة مهمة في التاريخ العربي الحديث كان فيها ضابط المخابرات الأمريكي كوبلاند عضواً في جهاز سري أطلق عليه اسم» لعبة الأمم«يجسد أعضاءه شخصيات زعماء – خارج الغرب- لتوقع ردود أفعالهم على أحداث معينة».
كتب حمد الزيد على صحيفة الوطن السعودية في 3 مايو 2013: «إن كتاب» لعبة الأمم«من أهم الكتب التي تتحدث عن نشاط المخابرات الأميركية في المنطقة العربية في النصف الثاني من القرن العشرين، وأخطر وأشهر عملية فضْح للعبة السياسة والدمى السياسـية الزعماء التي تتحرك على المسرح السياسي في العالم بأيدي المخابرات الأميركية».
كتبت أسماء الكتبي على موقع صحيفة العرب اللندنية بتاريخ 17 أبريل 2014: «تضمّ لعبة الأمم مجموعة من اللاعبين، كل واحد منهم يحاول الفوز طبقا لما هو مرسوم له، ويمنح كل لاعب الحقائق المعروفة والخاصة بموقف معين - أي الحقائق المفروض أنها معروفة للحكومة التي يمثلها اللاعب- وعندئذ وعلى أساس فهم التقديرات التي هي في متناول يده والقيود الموضوعة على تصرفه، يقرر هو ما يستوجب عمله، لكن قبل أن يؤدي دوره في اللعبة، يتوجب عليه معرفة دور الزعيم القومي الذي سيؤديه، ومعرفة مواطن القوة والضعف فيه»، تتابع الكاتبة قائلة: «الصفة الأساسية التي يجب توفرها لكي تكسب اللعبة هو أن تكون واحدا فيها، والفائز في لعبة الأمم هو الشخص الذي لا يفقد أعصابه، والذي لا يترك الطريق مفتوحا أمام الآخر ليأخذ مكانه، والخدعة أمر هام في أية لعبة، بدءا بالقمار مرورا بالحرب، وانتهاء بالسياسة، وكل لاعب يبذل أقصى ما بوسعه ليستطيع أن يكسب، حتى مع أولئك الذين تربطه بهم مواثيق تعاون، لأنه إن وجد أنه لا يمكن تحقيق الفوز معهم، عليه تغيير اللاعبين».
كتب الدكتور أحمد يوسف أحمد في صحيفة الأهرام بتاريخ 24 مارس 2022: «منذ ألف رجل المخابرات الأمريكي مايلز كوبلاند كتابه الشهير، الذي صدرت طبعته الأولى في 1969 بهذا العنوان، ذاع استخدام هذا المصطلح في تحليل التفاعلات الدولية التي تكتسى نوعاً من الغموض، وليس هناك معنى محدد متفق عليه لهذا المصطلح، ومع ذلك يمكن القول إنه يشير لحقيقة أن ما يظهر على السطح وما يجرى في العلن بالنسبة لشريحة من التفاعلات الدولية الشائكة لا يعبر بالضرورة عن المضمون الحقيقي لسلوك فاعل دولي ما مؤثر في هذه التفاعلات، لأن الفاعلين الأساسيين في العلاقات الدولية قد تكون لهم أهداف غير مشروعة أو على الأقل تنبع من مصالحهم التي لا تتسق دائماً مع الشرعية الدولية أو حتى مبادئ الأخلاق المتعارف عليها، بل قد لا تتسق مع السياسات المعلنة لهذا الفاعل الدولى وتتعارض معها، وقد تتعارض كذلك مع مصالح دول صديقة وحليفة، ولهذا السبب فإن الدول فيما يُسَمى بلعبة الأمم قد تسمح لنفسها باتباع أساليب غير مشروعة أو غير أخلاقية ومخادعة، وتبدو فكرة» الاستدراج«في إدارة الصراعات ذات صلة بهذه الطريقة المكيافيلية في التفكير».
كتب الدكتور بسام العموش على موقع «عمون» في 28 أبريل 2021: «حين كتب مايلز كوبلاند كتابه» لعبة الأمم«لم يكن يتكهن عن» نظرية المؤامرة«بل كان يحكي» حقيقة المؤامرة«كيف لا وهو ابن أكبر جهاز استخباراتي في العالم. في لعبة كرة القدم هناك فريقان؛ وفي لعبة الأمم هناك فريقان: فريق الدول المستعمِرة وفريق الدول المستعمَرة. وعليه فالمباراة محسومة النتائج. الفريق الأول لديه لاعبون محترفون من برشلونة وريال ومانشستر وليدز والبرازيل والأرجنتين وإيطاليا بينما الفريق الآخر لاعبو حارات كرتهم شرايط ملفوفة، وملاعبهم شوارع وأزقة، ولكنهم يصفر بأصابعه»، ويخلص العموش إلى نتيجة مفادها: «اللعبة مباعة والنتيجة معروفة لانه لا يوجد لدى الفريق الثاني لاعبون ولا مدرب ولا جمهور والكرة لو ضربت فإن أهدافها في المدرجات وليس في مرمى الخصم. ويستمر الدوري فلا تنسوا المتابعة والاستمتاع».
كتبت صحيفة الاتحاد الإماراتية: «العالم الذي نعيش فيه غابة مليئة بالشر والظلم، وأتذكر ذلك اليوم الذي قرأت فيه كتاب» لعبة الأمم«، وهو لعميل استخباراتي أميركي اسمه» مايلز كوبلنز«، وكنا شباباً صغاراً لا نفهم في السياسة أكثر من فلاح في رياضيات التفاضل والتكامل! ومع الوقت صار العالم في أعيننا ليس بسماء زرقاء، وزهور حمراء، وبحرا أخضر تتكسر أمواجه على شاطئ بديع، بل فهمنا أن العالم عالم يعج بالثعابين والقتلة من كل شيطان مريد».

## وصلات خارجية
https://waqfeya.net/book.php?bid=7209 لعبة الأمم (كتاب)
https://www.goodreads.com/book/show/40970102 لعبة الأمم (كتاب)
https://books-library.net/free-202278949-download لعبة الأمم (كتاب)
https://www.youtube.com/watch?v=f4kC6WQ9B_g لعبة الأمم (كتاب)
https://www.youtube.com/watch?v=5sTqTKju7Ko لعبة الأمم (كتاب)
https://www.youtube.com/watch?v=OFh-PTk1eJ0 لعبة الأمم (كتاب)